# آيت زياد (سيدي بوخالف)
آيت زياد هي إحدى مشيخات المملكة المغربية، تتبع جغرافيا لإقليم أزيلال وإداريًا لسيدي بوخالف. يقدر عدد سكانها بـ 15189 نسمة حسب الإحصاء الرسمي للسكان والسكنى لسنة 2004.